# Tage Lundin
Leif Tage Lundin, född 11 november 1933 i Stensele församling, Västerbottens län, död 6 augusti 2019 i Stensele distrikt, Västerbottens län, var en svensk skidskytt som tävlade för IK Berguven.
Lundin ingick, tillsammans med Klas Lestander och Stig Andersson, i det svenska stafettlaget som kom trea i den inofficiella stafetten vid VM i skidskytte 1961 som avgjordes i Umeå i Sverige. Lundin deltog även i de olympiska vinterspelen 1960 i Squaw Valley i Kalifornien där han placerade sig på en 12:e plats på distansen 20 kilometer.
1984 fick han chansen att tävla igen under OS, den här gången som ledsagare till den synskadade skidåkaren Sven-Ivar Marthin från Vilhelmina. Paret hamnade bland de tio bästa i sin gren under handikapp-OS.
Tage Lundin vann flera SM-medaljer. Både 1959, 1965 och 1966 tog han SM-guld. Under VM-stafetten i skidskytte var han med att ta både silver och brons till det svenska skidskyttelandslaget.